# Nissan Pixo
O Pixo é um modelo automóvel de porte mini da Nissan desenvolvido em parceria com a Suzuki.